# Epharmottomena gelida
Epharmottomena gelida là một loài bướm đêm trong họ Noctuidae.